# Arał mangy Karakumy
Arał mangy Karakumy (także Arał Karakumy; kaz. Арал маңы Қарақұмы; Арал Қарақұмы; ros. Приаральские Каракумы, Priaralskije Karakumy) – piaszczysta pustynia w Kazachstanie, na północny wschód od Jeziora Aralskiego, o powierzchni ok. 35-40 tys. km². Na jej południowym krańcu płynie rzeka Syr-daria. Temperatury maksymalne latem dochodzą do +35 °C (najwyższa notowana +43 °C), zimą do -10 °C (minimalne nocami do -25 °C, najniższa zanotowana -42 °C). Suma opadów 120 mm rocznie (średnia wieloletnia).
Wraz z zanikaniem Jeziora Aralskiego obszar pustyni stale się powiększał, dopiero budowa tamy Kökarał, mająca na celu ocalenie Jeziora Północnoaralskiego, zahamowała jej dalszy rozrost.
W językach kazachskim, uzbeckim i turkmeńskim Kara-kum oznacza "czarne piaski": kara="czarny".
W starszej literaturze pustynia występuje pod nazwą Kara-kum Nadaralski.